# ویکتور ولاسف (بازیکن بسکتبال)
ویکتور ولاسف (روسی: Виктор Петрович Власов؛ ۱ نوامبر ۱۹۲۵ – ۱ ژانویهٔ ۲۰۰۲) بازیکن بسکتبال، و مربی (ورزش) اهل اتحاد جماهیر شوروی سوسیالیستی بود.